# 上坪镇 (连平县)
上坪镇是中国广东省河源市连平县下辖的一个镇，位于连平县北部，1987年设立。上坪镇下辖1个社区16个村，总人口3.14万人。105国道穿境而过。特产：鹰嘴桃，清甜多汁

## 行政区划
上坪镇下辖以下村级行政区划单位
社区、中村、古坑村、小水村、旗石村、东南村、东阳村、惠西村、西坪村、下楼村、布联村、新陂村、石陂村、下洞村、三洞村和新镇村。